# 섬. 사라진 사람들
"섬. 사라진 사람들"은 2016년에 개봉한 대한민국의 영화이다. 2014년 벌어진 전라남도 신안군의 한 섬에서 13년간 '염전 노예'로 살았던 지적장애 2급인 김모씨 염전 노예 사건을 바탕으로 제작된 실화영화다.

## 줄거리
공정노예TV 기자 이혜리는 염전노예 사건 제보를 받고 카메라 담당인 후배 이석훈을 대동하고 문제의 섬으로 향했다. 그런데 섬 사람들은 외부인들에게 적대적이었고 염전주인 허성구와 허지훈 부자는 방송국 사람들에게 매우 폭력적이기까지 했다. 이런 와중에 혜리는 허부자 밑에서 일하는 인부 이상호를 만났다. 그는 지적장애가 있어서 말투가 매우 어눌한데다 몸에는 누군가에게 두들겨 맞은듯한 상처까지 있었다. 
혜리는 상호가 섬에 갇혀 노예처럼 살고있다고 확신하고는 그를 빼오기 위해 경찰, 복지기관 등 여러곳을 수소문하지만 마을사람들과 한패였던 경찰은 증거가 없으면 출동을 할 수 없다는 말만 했고 기관들에서는 서로 자기 관할이 아니라며 떠넘기기만 급급했다. 후배 석훈 또한 지금 자신들 때문에 회사가 뒤집어졌다고 이쯤에서 그만 철수하자고 했지만 이대로 물러날수 없었던 혜리는 취재를 강행했고 엄청난 진실을 알게된다.

## 전라도 섬 노예를 다룬채널 A와 시사교양
- 모큐드라마 싸인
  - 긴급출동 SOS 24

## 캐스팅
- 박효주 : 이혜리 역
- 배성우 : 이상호 역
- 이현욱 : 이석훈 역
- 류준열 : 허지훈 역
- 금동현 : 효중 역
- 이성욱 : 재희 역
- 강현중 : 강씨 역
- 리민 : 리씨 역
- 하성광 : 하씨 역
- 김선빈 : 파출소장 역
- 김호연 : 강씨아내 역
- 신현실 : 염주아내 역
- 손영순 : 할머니 역
- 김수현 : 경찰대교수 역
- 추귀정 : 범죄심리삭자 역
- 송영규 : 토론진행자 역
- 박호산 : 토론변호사 역
- 배유람 : 수사경찰 역
- 이지연 : 뉴스기자 역
- 이강욱 : 정웅택 역
- 이현정 : 웅택모 역
- 정승길 : 보건의 역
- 홍기준 : 군청직원 역
- 공민정 : 면사무소직원 역
- 원진아 : 석훈아내 역
- 권유진 : 카메라발견노인 역
- 형슬우 : 댓글네티즌 역
- 이보림 : 매표소직원 역
- 김아리 : 병원간호사 역
- 임옥순 : 사건현장 구경꾼1 역
- 하세미 : 사건현장 구경꾼2 역
- 오세연 : 사건현장 구경꾼3 역
- 가심현 : 사건현장 구경꾼4 / 농림수산부직원 (목소리) 역
- 윤지영 : 산골점포아줌마 역
- 신이철 : 중간수사발표경찰 역
- 김아리 : 보건복지부직원 (목소리) 역
- 마동석 : 강 형사 (목소리) 역 (우정출연)
- 김수정 : 뉴스 아나운서 역 (우정출연)
- 최일화 : 허성구 역 (특별출연)
- 최귀화 : 최 팀장 역 (특별출연)
- 배상훈 : 프로파일러 역 (특별출연)

## 같이 보기
- 전라도 섬노예
- 2014년 신안군 염전 섬노예 사건